# Tilburg Sport Vereniging Nooit Ophouden Altijd Doorspelen
Il Tilburg Sport Vereniging Nooit Ophouden Altijd Doorspelen, meglio noto come TSV NOAD o NOAD, è stata una società calcistica olandese con sede nella città di Tilburg, che dal 1918 al 1960-1961 ha giocato al massimo livello del campionato olandese di calcio, ottenendo un terzo posto nel 1928.
Il T.S.V. NOAD è stato fondato il 5 giugno 1910. Dal 1954 ha giocato come un club professionistico, fino a diventare dilettante nella stagione 1970-1971. Nel 1971 il comune di Tilburg voleva una fusione delle 3 squadre professionistiche della città Willem II, NOAD e LONGA, ma il Willem II rifiutò. Il risultato fu che NOAD e LONGA divennero club dilettanti non di lega e il Willem II divenne un eventuale club mediocre. Alla fine nel 2017 il club si è fuso con LONGA e RKTVV per formare l'FC Tilburg. 

## Palmarès

### Altri piazzamenti

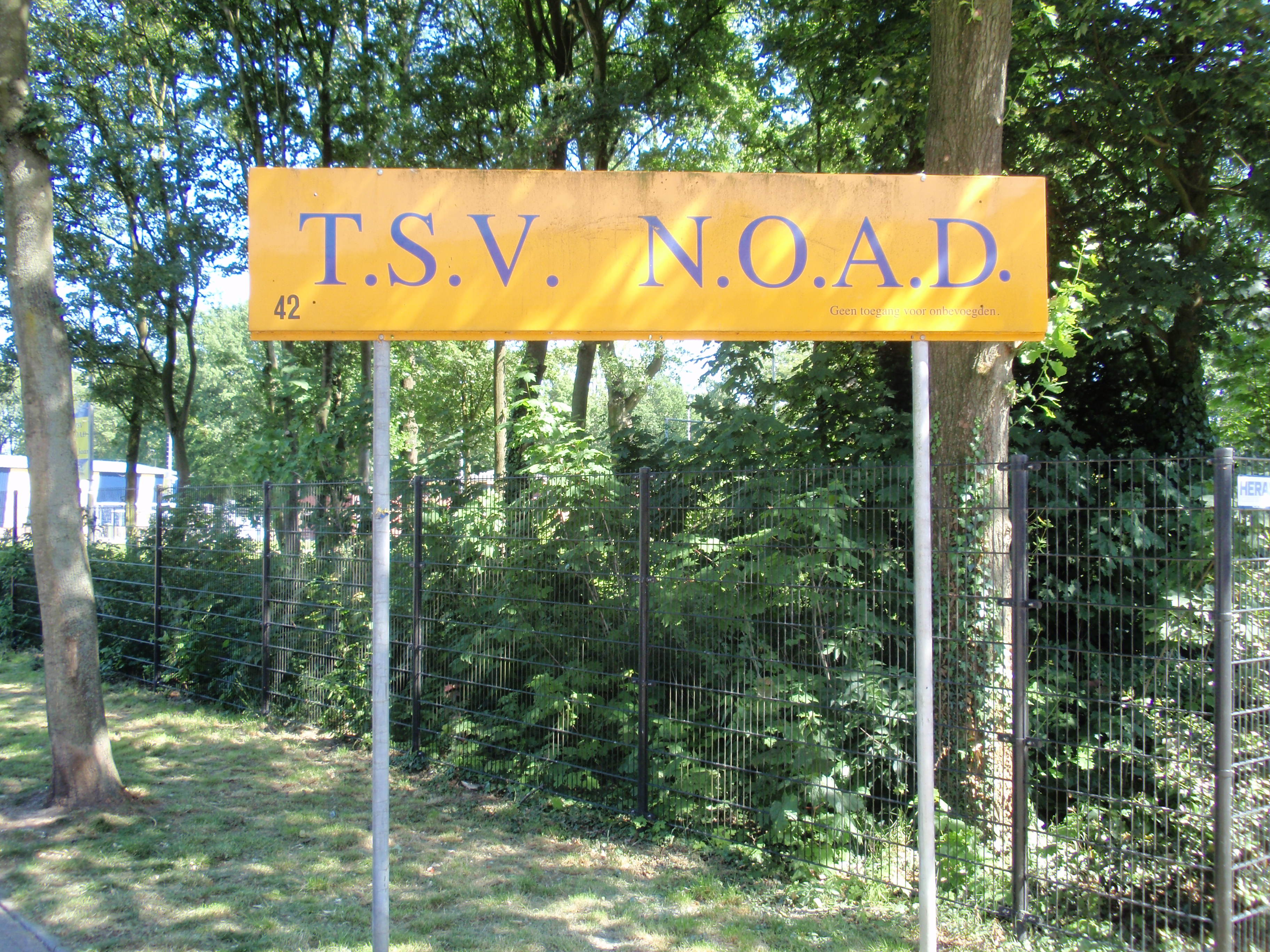
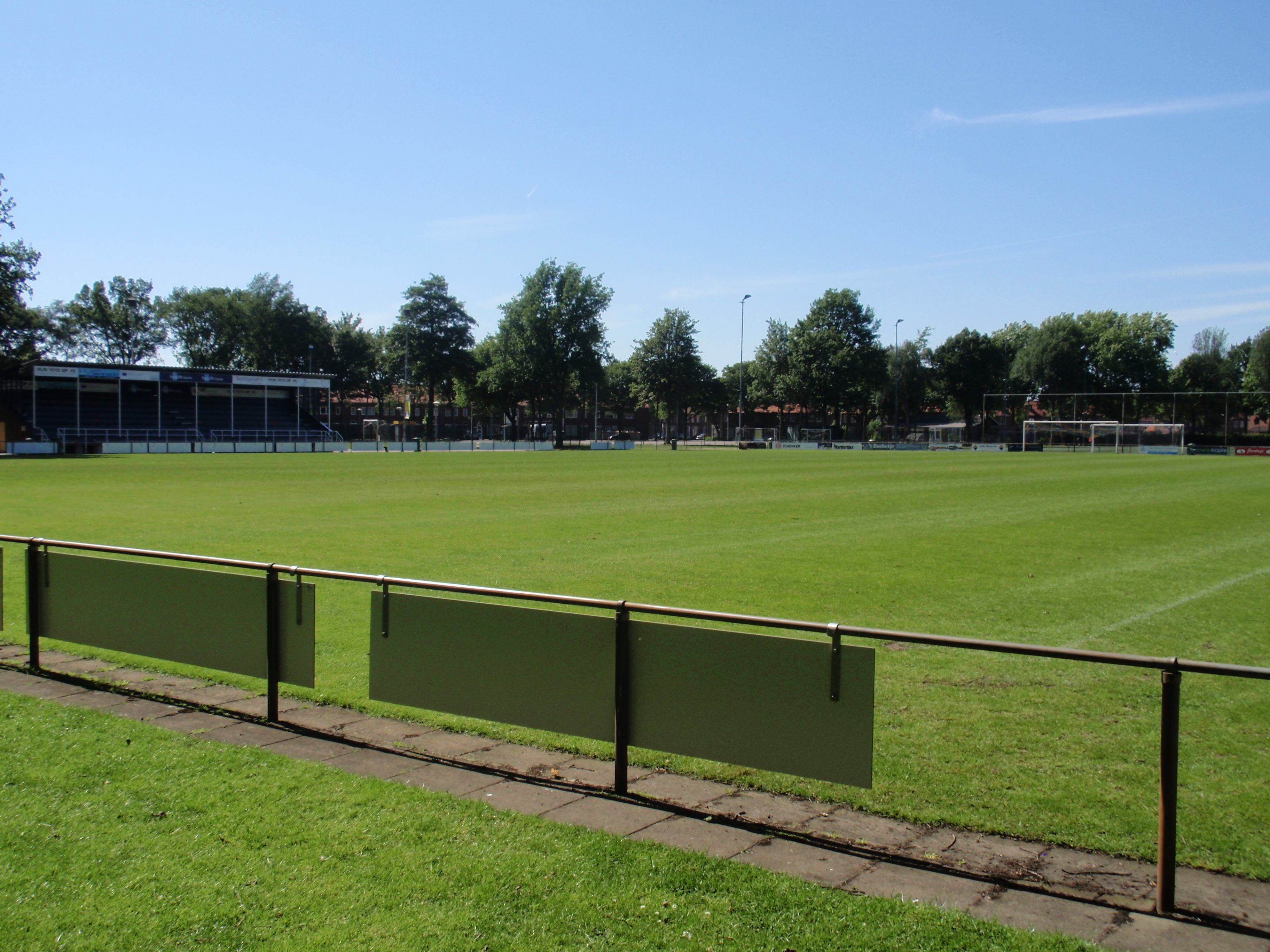
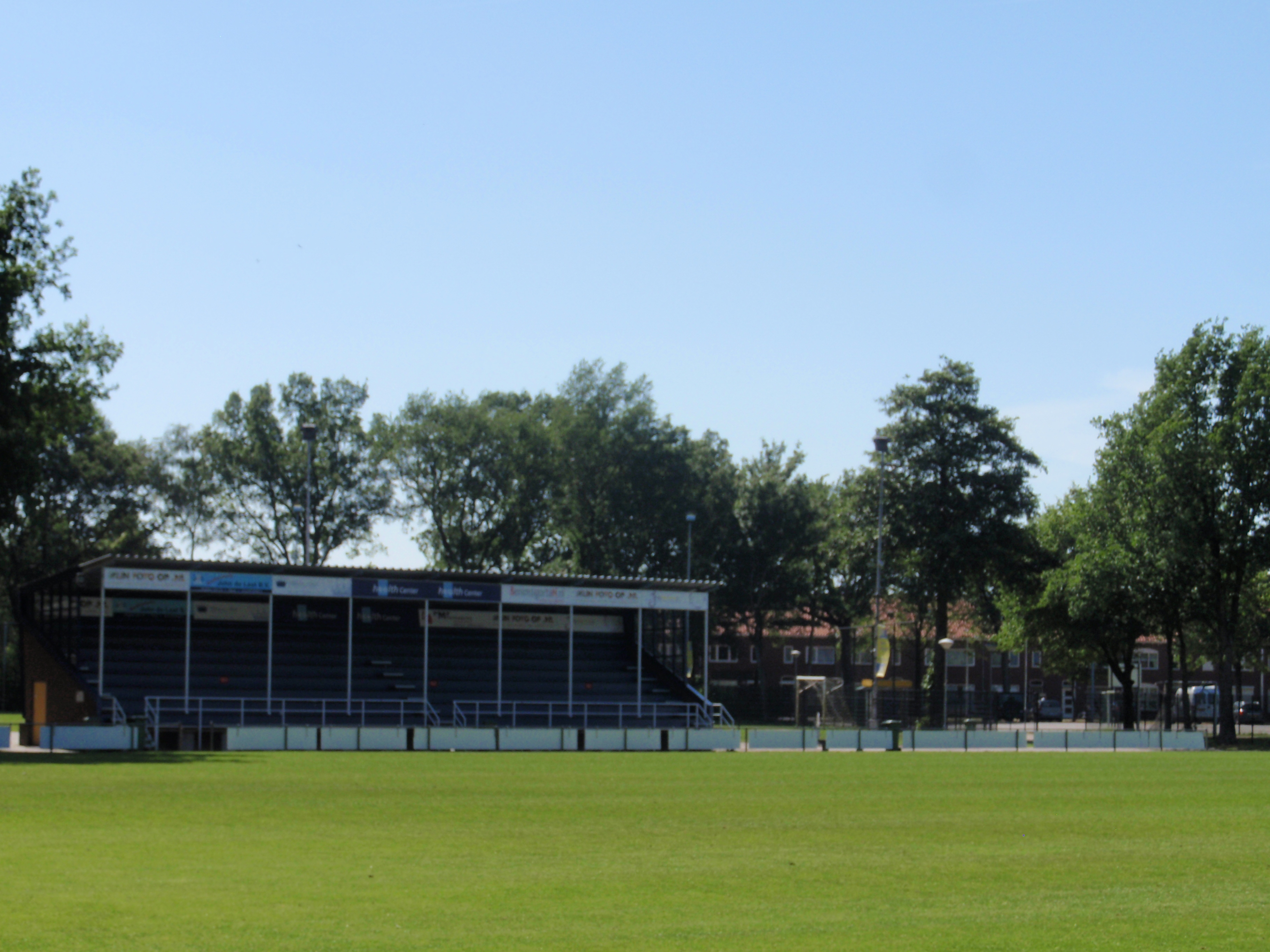

- Campionato olandese:

Terzo posto: 1927-1928